# マリオ・ボッタ (小惑星)
マリオ・ボッタ (5518 Mariobotta) は、小惑星帯にある小惑星である。
ドイツのアマチュア天文家、ヨハン・M・バウアーが北イタリア、キオーンスの天文台(Osservatorio di Chions)で発見した。
スイスの建築家、マリオ・ボッタから命名された。